# Hockingport (Ohio)
Hockingport es un lugar designado por el censo ubicado en el condado de Athens en el estado estadounidense de Ohio. En el Censo de 2010 tenía una población de 212 habitantes y una densidad poblacional de 174,16 personas por km².

## Geografía
Hockingport se encuentra ubicado en las coordenadas 39°11′37″N 81°44′31″O / 39.19361, -81.74194. Según la Oficina del Censo de los Estados Unidos, Hockingport tiene una superficie total de 1.22 km², de la cual 1.1 km² corresponden a tierra firme y (9.36%) 0.11 km² es agua.

## Demografía
Según el censo de 2010, había 212 personas residiendo en Hockingport. La densidad de población era de 174,16 hab./km². De los 212 habitantes, Hockingport estaba compuesto por el 98.11% blancos, el 1.42% eran afroamericanos, el 0% eran amerindios, el 0% eran asiáticos, el 0% eran isleños del Pacífico, el 0% eran de otras razas y el 0.47% pertenecían a dos o más razas. Del total de la población el 0% eran hispanos o latinos de cualquier raza.